# Я Алкоголик Анархист
«Я Алкоголик Анархист» — единственный сольный альбом Михаила Горшенёва. Альбом представлял собой трибьют группе «Бригадный подряд» и был записан с целью благотворительной поддержки музыканту Николаю Михайлову (бывшему вокалисту «Бригадного Подряда»). На песню «Соловьи» был снят клип. Многие песни в альбоме отличаются от оригиналов, такие как: «Милое дело», «Соловьи», «Жизнь», «Деньги», «Иван Факов», «Долой гопоту!». Издан в 2005 году.
Все песни в альбоме являются каверами группы «Бригадный подряд». В некоторых текст незначительно изменён по сравнению с оригинальными версиями. Песня «Жизнь» получила шестое место в итоговой Чартовой дюжине за 2005 год, также нередко исполнялась на концертах группы «Король и Шут».

## История создания
В ноябре 2004 года группа «Король и Шут» выпускает свой очередной студийный альбом «Бунт на корабле» в жанре хардкор-панк. Материал, который получился в конечном варианте не устроил ни Горшка, ни Князя. Если Михаил посчитал альбом недостаточно тяжёлым в плане звучания и не до конца реализованным в плане идей, то Андрей был недоволен качеством своих текстов и вообще подобного рода эксперимента, так как не хотел, чтобы группа растеряла своих слушателей, которые предпочитали группу с дебютного альбома «Камнем по голове», в чём оказался прав: по сравнению с «Как в старой сказке» и «Жаль, нет ружья», новая пластинка не окупилась в продаже из-за того, что слушатели не восприняли её. Все эти обстоятельства привели к конфликту между лидерами, который едва не привёл к распаду группы в 2006 году.
В это время, один из питерских музыкантов, возвращаясь домой, встретил на улице человека, в котором он с трудом узнал первого солиста и основателя одной из старейших питерских панк-групп «Бригадный подряд» Николая Михайлова, который по стечениям обстоятельств остался без крыши над головой и был уже тяжело больным. Узнав об этом, вокалист группы «Король и Шут» Михаил «Горшок» Горшенёв записывает сольный альбом, целиком состоящий из песен «Бригадного Подряда» раннего периода. Для записи диска Горшок привлёк своих коллег по цеху: бас-гитариста группы «Кукрыниксы» Дмитрия Оганяна, а также гитариста и барабанщика Короля и Шута Александра «Ренегата» Леонтьева и Александра «Поручика» Щиголева соответственно. Диск получает название «Я алкоголик, анархист» по переделанной строчке из песни «Милое дело». Материал записывался за неделю. На песню «Соловьи» Горшок снял видеоклип, в котором также приняли участие Ренегат и фронтмен группы «Пилот» Илья Чёрт. Весь заработанный гонорар с альбома и концертов в его поддержку он передаёт Николаю Михайлову на лечение от болезни и приобретения небольшой квартиры. Тем самым он выразил своё уважение человеку, который сильно повлиял на его творчество и на концертах которого он отрывался в молодости. Песни «Бригадного Подряда» «Жизнь» и «Соловьи» в исполнении Горшка обретают новую жизнь и становятся хитами. Но счастливый конец не состоялся. В апреле 2006 года Николай Михайлов умер.
Презентация альбома состоялась в Москве 19 марта 2005 в СДК МАИ и 27 марта в Ленинградском дворце молодёжи в Санкт-Петербурге.
7 августа 2023 года трек «Иван Факов» вошёл во вторую часть саундтрека сериала «Король и Шут».

## Список композиций
| №   | Название            | Длительность |
| --- | ------------------- | ------------ |
| 1.  | «Милое дело»        | 2:04         |
| 2.  | «Жизнь»             | 3:10         |
| 3.  | «Деньги»            | 1:28         |
| 4.  | «Квартира»          | 2:45         |
| 5.  | «Кировский завод»   | 2:09         |
| 6.  | «Долой гопоту!»     | 2:28         |
| 7.  | «Я никому не нужен» | 1:48         |
| 8.  | «Прогулка»          | 1:51         |
| 9.  | «Иван Факов»        | 2:17         |
| 10. | «Соловьи»           | 3:20         |
| 11. | «Розовая вода»      | 1:44         |
| 12. | «Чойболсан»         | 1:28         |

## Участники
- Михаил Горшенёв (Горшок) — вокал.
- Александр Леонтьев (Ренегат) — гитара.
- Дмитрий Оганян — бас-гитара.
- Александр Щиголев (Поручик) — ударные.
- Александр Конвисер, Александр Лукьянов, Антон Соя, Антон Федоров, Сергей Степанов, Анатолий Скляренко, Кирилл Поляков — бэк-вокал.

## Различия с оригинальными текстами
- «Милое дело»: «Если „девятка“, то взять и убраться» вместо «Если сухое, то взять и нажраться»; «Ждать двух друзей и все же дождаться» вместо «Ждать двух часов и все же дождаться»; «Я алкоголик, я анархист» вместо «Я алкоголик, я оптимист».
- «Жизнь»: «Проклятая петля» вместо «Проклятая инфля», также в ранних версиях песни у БП звучит «Жизнь растянулась как сопля» вместо «Жизнь разносилась как туфля».
- «Деньги»: «Пока буржуй выбирает ковры» вместо «Пока буржуй выбивает ковры».
- «Долой гопоту!»: «Долой фабрикантов и других оккупантов, всякие гонения на наши песнопения» вместо «Долой ополченцев и других извращенцев, всякие гонения — в отдел искоренения». «Дежурят ребята в народных дружинах. К „Сайгону“ въезжают в служебных машинах» вместо «Дежурят ребята в народных дружинах. К „Сайгону“ въезжают в казённых машинах».
- «Иван Факов»: «Иван Факов любил носить портянки поверх любой одежды, чтоб радовались панки» вместо «Иван Факов любил носить кальсоны поверх любой одежды, чтоб прятались масоны».
- «Соловьи»: «Соловьи, я не с вами» вместо «Соловьи, вместе с нами».